# Luzius Rüedi
Luzius Rüedi   (Thusis, 12 de juny de 1900 - Zúric, 19 de juliol de 1993) va ser un jugador d'hoquei sobre gel suís que va competir durant les dècades de 1920 i 1930.
El 1928 va prendre part en els Jocs Olímpics de Sankt Moritz, on guanyà la medalla de bronze en la competició d'hoquei sobre gel.
Amb l'HC Davos, amb qui jugà entre 1922 i 1930, guanyà la lliga suïssa de 1926, 1927 i de 1929 i 1930. El 1931 jugà al Zürich AEHC i entre 1932 i 1933 amb el Grasshopper Club Zürich. Guanyà la medalla de bronze al Campionat del Món de 1930.
El 1925 es llicencià en medicina per la Universitat de Zúric.